# Немакщяй
Немакщяй (лит. Nemakščiai; устаревшее Немокшты) — город в Расеняйском районе Каунасского уезда Литвы, располагающийся между старым Жемайтским шоссе и современным шоссе A1 Вильнюс — Каунас — Клайпеда. Центр Немакщяйского староства.
В городе стоит современная Свято-Троицкая церковь (2001), гимназия им. Мартина Мажвидаса. Ближайшая железнодорожная станция Видукле находится в 5 км. В 13 км западнее располагается город Скаудвиле, в 7 км северо-западнее проходит шоссе Рига — Калининград (развязка «Крыжкалнис»).

## История
Немакщяй (Nemaxte) впервые упоминается в 1386 году в рукописях Die Litauischen Wegeberichte, где тевтонцы собрали информацию о сотне маршрутов в западной части Великого княжества Литовского.
Немакщяй впервые называется городом в письменных источниках за 1590 год. Около этого года в городе была построена католическая часовня.